# 루마니아 핸드볼 국가대표팀
루마니아 핸드볼 국가대표팀(루마니아어: Echipa națională de handbal a României)은 루마니아를 대표하여 국제 경기에 참가하는 핸드볼 국가대표팀이며, 루마니아 핸드볼 연맹이 운영하고 있다. 올림픽에서 은메달 1개, 동메달 3개, 세계 선수권 대회에서 우승 4회를 달성했으며, 1990년대 이후에는 국제 대회 입상 기록이 없다.